# Backförgätmigej
Backförgätmigej (Myosotis ramosissima) är en ört som blommar med små ljusblå blommor från april till juni. Nära släktingar till denna ört är vårförgätmigej och brokförgätmigej.
Inget större problem som ogräs, men ganska vanlig på sandig åkermark och torrängar i Götaland och södra Svealand.